# Prossima fermata: paradiso
Prossima fermata: paradiso (Defending Your Life) è un film statunitense del 1991, scritto, diretto e interpretato da Albert Brooks, che nel cast annovera anche Meryl Streep, Rip Torn e Lee Grant. In un breve cameo compare anche Shirley MacLaine nel ruolo di un ologramma di se stessa.
Il film, nonostante la sua caratura sostanzialmente leggera, tratta di argomenti impegnativi, quali la morte, l'aldilà e la reincarnazione.

## Trama
Daniel Miller è un agente pubblicitario che, per festeggiare il suo compleanno, decide di regalarsi una nuovissima BMW decappottabile. Per una sua distrazione rimane coinvolto in un brutto incidente stradale il giorno stesso, morendo. Si risveglia poi in una strana "Città del Giudizio", dove persone appena decedute vengono alloggiate in alberghi e resort lussuosi, possono mangiare "il miglior cibo del mondo" a volontà, senza soffrire di dolori intestinali o aumentare di peso e concedersi molti altri svaghi.
Dopo essersi ripreso, Daniel viene contattato da un uomo, Bob Diamond, che lo informa di essere il suo avvocato. Nei giorni successivi si terrà infatti un esame, in realtà molto somigliante a un processo, in cui Daniel dovrà "difendere la sua vita" per dimostrare di non essere stato un uomo dominato dalla paura, sentimento che impedisce agli esseri umani di utilizzare più del 3-5% del proprio cervello. La pubblica accusa, che lavora a beneficio dell'Universo, sarà Lena Foster, tanto intransigente da essere nota come "Lena la Iena", che, al pari di Bob, mostrerà a due giudici vari episodi della vita terrena di Daniel. Se Daniel passerà l'esame, progredirà verso nuovi stadi di intelligenza superiore, come quello del suo avvocato che infatti riesce a utilizzare più del 40% del suo cervello, altrimenti tornerà sulla Terra in una nuova reincarnazione.
L'esame di Daniel non procede molto bene: viene rivelato che in vita, in diverse occasioni, ha ceduto alla paura. Una sera in un locale Daniel conosce Julia, una donna coraggiosa, altruista e leale di cui si innamora ben presto, venendone ricambiato. Appare subito chiaro che Julia passerà l'esame senza problemi, grazie anche al suo bravissimo avvocato. La sera prima del verdetto, Julia invita Daniel a seguirla nella sua stanza d'albergo, ma questi non ha il coraggio di accettare e rifiuta. A causa di questo rifiuto, mostrato da Lena ai giudici il giorno dopo, viene deciso che Daniel debba tornare sulla Terra. Al momento di salire a bordo di una specie di metropolitana che lo porterà verso la reincarnazione, Daniel scorge Julia su un altro mezzo, per progredire. Follemente innamorato, la raggiunge correndo grossi rischi e cercando di salire sul suo tram. I giudici che, a sua insaputa, stanno assistendo alla scena, decidono di premiare il suo coraggio e di lasciarlo salire. Daniel e Julia possono così progredire insieme.

## Produzione
Le riprese del film si svolsero dal 12 febbraio 1990 al 18 maggio 1990.

## Riconoscimenti
- 1992 - Saturn Award
  - Nomination Miglior film fantasy
  - Nomination Miglior attrice protagonista a Meryl Streep
  - Nomination Miglior sceneggiatura a Albert Brooks